# Joseph Thomson
Joseph Thomson (ur. 14 lutego 1858 w Penpont, zm. 2 sierpnia 1895 w Londynie) – szkocki podróżnik. Ukończył studia historyczne na Uniwersytecie Edynburskim. W 1878 r. został uczestnikiem wyprawy zorganizowanej przez Królewskie Towarzystwo Geograficzne, której zadaniem była eksploracja drogi z Dar es-Salaam do jeziora Niasa.
W 1878 r. Towarzystwo powierzyło mu misję zbadania drogi ze wschodniego wybrzeża do Jeziora Wiktorii poprzez kraj zamieszkany przez Masajów. Był to ostatni region Afryki Wschodniej nie spenetrowany dotąd przez Europejczyków. Ekspedycja wyruszyła w marcu 1883 r. i po wykonaniu zadania wróciła do Mombasy na przełomie marca i czerwca 1884 r. W Anglii i Szkocji był fetowany jako jeden z największych odkrywców.
Brał udział w wyprawach nad rzekę Niger w 1885 r., w marokańskie góry Atlas w 1888 r., a w 1890 r. został wynajęty przez Cecila Rhodes'a do negocjacji traktatów i umów z wodzami plemion w Afryce Środkowej. W sumie uczestniczył w sześciu wyprawach afrykańskich, przemierzył 15 tys. mil.